# Sven Boltenstern

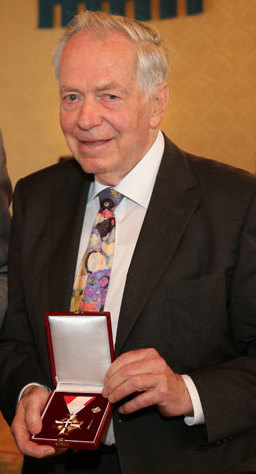
Sven Boltenstern mit seinem Goldenen Verdienstzeichen des Landes Wien, 2013

Sven Boltenstern (* 24. Juli 1932 in Wien; † 3. September 2019) war ein österreichischer Goldschmied und Bildhauer.

## Leben und Werk
Sven Boltenstern war das jüngste Kind des Architekten Erich Boltenstern (1896–1991) und der Malerin Elisabeth Szupper (1905–1982). Seine Mutter stammte aus Ungarn. Seine Großmutter väterlicherseits, Louise Boltenstern geb. Godina (1867–1928), war Opernsängerin. Er hatte drei Geschwister, Erich, geboren 1926, später Architekt wie sein Vater, Elisabeth, geboren 1927, später verehel. Augustin und Helene, geboren 1930, später verehel. Bernheimer. Er maturierte und absolvierte danach eine Lehre als Goldschmied im traditionsreichen Juwelierhaus Godina. Parallel dazu besuchte er Vorlesungen an der Akademie für Angewandte Kunst in Wien. 1956 legte er die Meisterprüfung ab, danach studierte er in Paris an der Ecole supérieure des arts décoratifs. Ab 1957 arbeitete er beim traditionsreichen Juwelier Julius Hügler in Wien. 1964 machte er sich selbstständig. Er wurde am Hietzinger Friedhof bestattet.
Die Objekte Boltenstern waren zumeist Einzelstücke. Er hat seine Arbeiten in zahlreichen Einzel- und Gruppenausstellungen gezeigt, unter anderem 1972 im Österreichischen Museum für angewandte Kunst, 1993 und 2004 im Wiener Künstlerhaus.
Seine Tochter Marie wurde Schmuckdesignerin und führt das Geschäft der Familie in der Wiener Bräunerstraße. Sie hat sich als Designerin von Schmuckstücken aus dem 3D-Drucker international einen Namen gemacht.
Sven Boltenstern pflegte neben seinem Beruf als Juwelier zeitlebens das im Alter von 11 Jahren begonnene Cellospiel und entwickelte sich zu einem auch von Berufsmusikern anerkannten Cellisten. 
Im Rahmen von Schmuck-Ausstellungen mit Kammermusik musizierte er häufig mit Mitgliedern der Wiener-, Berliner- und Hamburger Philharmoniker.
Sven Boltenstern war eines der Gründungsmitglieder der Musikalischen Jugend Österreichs und damit wesentlich an der Einführung und Etablierung der Kernidee der Jeunesse beteiligt, Musik von jungen Musikerinnen und Musikern für junges Publikum zugänglich zu machen. 

## Auszeichnungen
- 2004 Österreichisches Ehrenkreuz für Wissenschaft und Kunst
- 2013 Goldenes Verdienstzeichen des Landes Wien
- Träger des Berufstitels Professor